# Martina Caramignoli
Martina Rita Caramignoli (Rieti, 25 de mayo de 1991) es una deportista italiana que compite en natación, especialista en el estilo libre.
Ganó tres medallas en el Campeonato Europeo de Natación entre los años 2014 y 2022, y dos medallas de bronce en el Campeonato Europeo de Natación en Piscina Corta, en los años 2019 y 2021.

## Palmarés internacional
| Campeonato Europeo                  | Campeonato Europeo    | Campeonato Europeo | Campeonato Europeo |
| Año                                 | Lugar                 | Medalla            | Prueba             |
| ----------------------------------- | --------------------- | ------------------ | ------------------ |
| 2014                                | Berlín (Alemania)     | Medalla de bronce  | 1500 m libre       |
| 2021                                | Budapest (Hungría)    | Medalla de bronce  | 1500 m libre       |
| 2022                                | Roma (Italia)         | Medalla de bronce  | 1500 m libre       |
| Campeonato Europeo en Piscina Corta |                       |                    |                    |
| Año                                 | Lugar                 | Medalla            | Prueba             |
| 2019                                | Glasgow (Reino Unido) | Medalla de bronce  | 800 m libre        |
| 2021                                | Kazán (Rusia)         | Medalla de bronce  | 1500 m libre       |